# Castillo de Tattershall

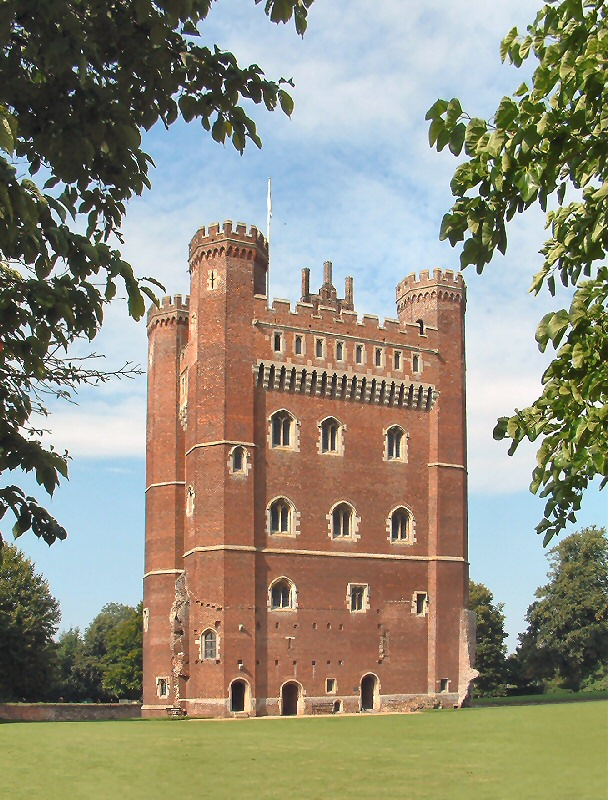
La Gran Torre del Castillo de Tattershall mostrando sus tres entradas separadas.

El Castillo de Tattershall (en inglés: Tattershall Castle) es un castillo situado en Tattershall (Lincolnshire, Inglaterra). Desde 1925 ha estado al cuidado de la Fundación Nacional para Lugares de Interés Histórico o Belleza Natural (el National Trust).

## Historia

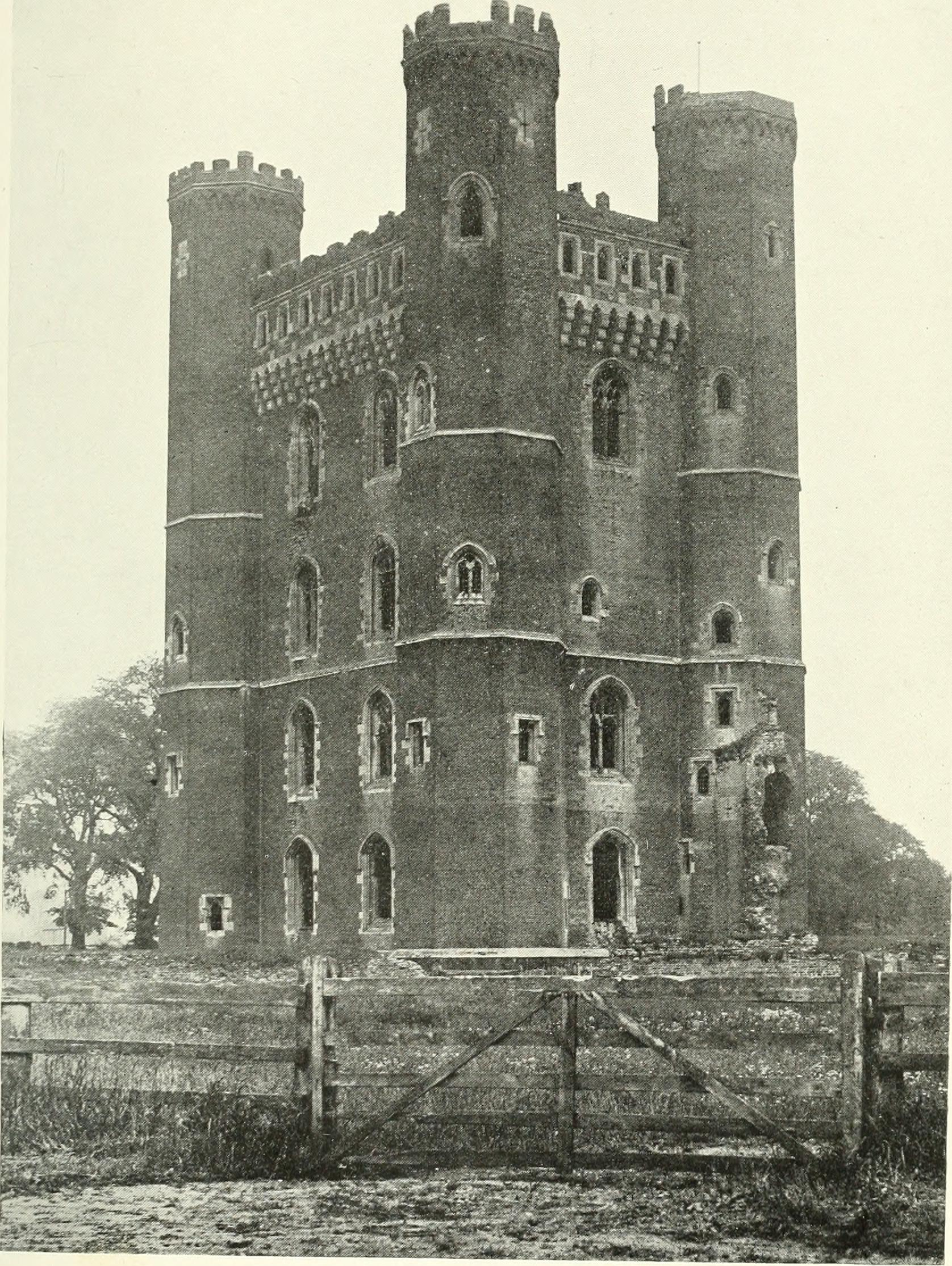
El castillo en 1912.

El Castillo de Tattershall tiene sus orígenes en un castillo de piedra o en una casa señorial fortificada construida por Robert de Tattershall en 1231. Esta fue reconstruida sustancialmente en ladrillo y ampliada por Ralph Cromwell, 3.er barón Cromwell y tesorero de Inglaterra, entre 1430 y 1450.
Los castillos de ladrillo son menos frecuentes en Inglaterra que las construcciones de piedra o las de tierra y madera; cuando se escogía el ladrillo como material de construcción era a menudo por su atractivo estético o porque estaba de moda. La moda de usar ladrillo fue introducida en el país por tejedores flamencos. Había mucha piedra disponible cerca, pero Cromwell decidió usar ladrillo. Se utilizaron unos 700 000 ladrillos para construir el castillo, que ha sido descrito como «el mejor ejemplo de albañilería medieval de Inglaterra».
Del castillo de Lord Cromwell se conservan actualmente la Gran Torre, de 40 metros de altura, y el foso. Se cree que las tres habitaciones de representación del castillo estaban espléndidamente equipadas y las cámaras eran calentadas por inmensas chimeneas góticas con elaboradas cubiertas y tapices. Se ha afirmado que el castillo era una mansión de campo temprana disfrazada de fortaleza. Cromwell murió en 1456, e inicialmente el castillo fue heredado por su sobrina, Joan Bouchier, pero fue confiscado por la Corona tras el fallecimiento de su marido y permaneció siendo de propiedad real desde el reinado de Eduardo IV hasta el de Enrique VIII. El Castillo de Tattershall fue recuperado en 1560 por Sir Henry Sidney, quien lo vendió a Lord Clinton, posterior conde de Lincoln, y perteneció a los condes de Lincoln hasta 1693. Entonces pasó a manos de los Fortesques, pero posteriormente cayó en el abandono.
Fue puesto a la venta en 1910. Sus mayores tesoros, las grandes chimeneas medievales, seguían intactas. Cuando un estadounidense las compró, fueron arrancadas y empaquetadas para su envío. George Curzon, 1.er marqués Curzon de Kedleston, intervino en el último momento para comprar el castillo con la determinación de recuperar las chimeneas. Después de una intensa búsqueda a nivel nacional, fueron encontradas en Londres y devueltas al castillo. Lord Curzon también emprendió restauraciones en el edificio entre 1911 y 1914. Tras su muerte, en 1925, fue legado a la Fundación Nacional para Lugares de Interés Histórico o Belleza Natural o National Trust y en la actualidad es uno de los tres castillos de ladrillo de mediados del siglo xv más importantes que se conservan en el Reino Unido. La experiencia del Castillo de Tattershall llevó a Lord Curzon a impulsar una ley para la protección del patrimonio del Reino Unido, que fue promulgada con el nombre de Ley de Consolidación y Modificación de Monumentos Antiguos de 1913.

## Diseño
La planta del castillo es aproximadamente rectangular; está delimitado por un foso interior rodeado, a su vez, por un foso exterior. El recinto interior es el del castillo original del siglo xiii y la entrada original estaba en el lado norte, cerca de su extremo oeste. El recinto exterior, entre el foso interior y el exterior, albergaba los establos. El recinto intermedio, al que originalmente se accedía a través de un puente desde el recinto exterior, contiene la casa del guarda y una caseta de vigilancia. Actualmente, se accede al castillo a través de este recinto intermedio. El foso interior engloba el recinto interior, donde se encontraban la Gran Torre y las cocinas (actualmente demolidas).

### La Gran Torre

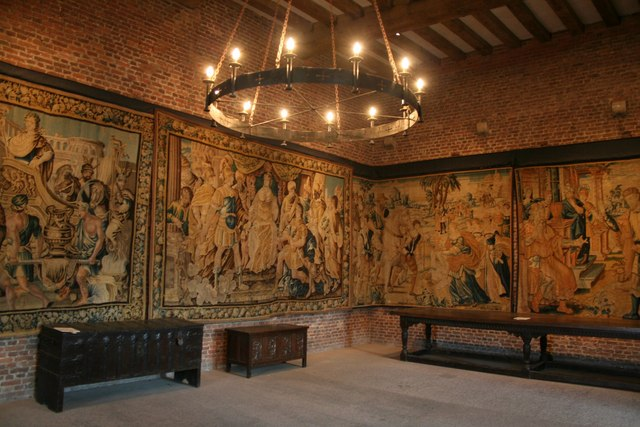
La sala de los tapices.

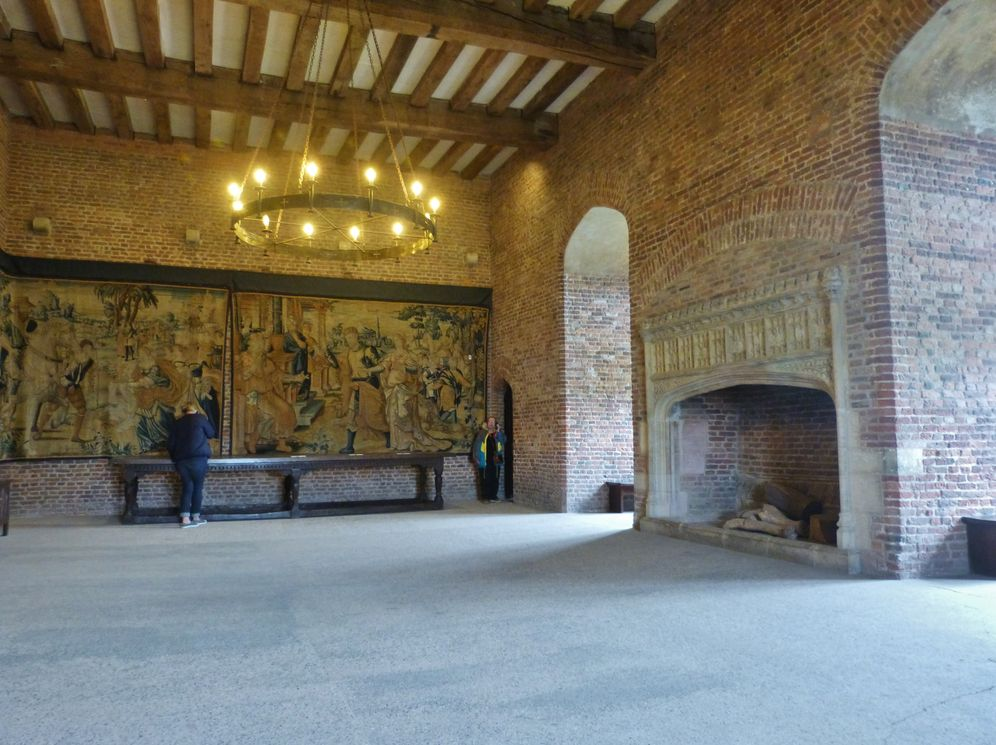
Una de las tres habitaciones de representación del castillo.

La torre tiene unos 20 metros de ancho. Tiene entradas separadas para el sótano, para la planta baja (salón) y para la escalera de caracol que conduce a las plantas superiores. Esto sugiere que el sótano y la planta baja estaban destinados a proporcionar alojamiento comunitario, mientras las tres grandes habitaciones superiores constituían una residencia privada independiente. El diseño era muy simple, con cuatro plantas que aumentan ligeramente de tamaño debido a la reducción del grosor de los muros.
Las chimeneas indican que las habitaciones no estaban destinadas a ser subdivididas, sino que se mantenían como una gran habitación en cada planta. Una de las cuatro torretas de esquina contiene la escalera, pero las otras tres proporcionaban dormitorios adicionales en cada planta.
El sótano se utilizaba para almacenar especias y otros productos alimenticios. Se cree que durante la guerra civil inglesa fue usado como cárcel. La planta baja era el salón, al que acudían los arrendatarios para pagar su renta. Actualmente, el salón tiene licencia para albergar ceremonias de bodas civiles de hasta noventa invitados. La primera planta de la residencia privada era el vestíbulo, que era utilizado para entretener a los invitados y servirles vino y cena. La segunda planta era la sala de audiencias, en la que solo eran admitidos los invitados más distinguidos. Un pasillo abovedado de ladrillo conducía a una pequeña sala de espera antes del gran espacio de la sala de audiencias, que en la actualidad alberga tapices flamencos comprados por Lord Curzon. La tercera planta era la cámara privada, donde el señor se retiraba por las noches.
Por encima de ellas está la galería de la azotea y la crestería, que proporcionan buenas vistas del paisaje de Lincolnshire, desde Boston al sur hasta Lincoln al norte. Actualmente, no es posible acceder a las torretas.
Los cimientos de ladrillo al sur de la Gran Torre, que se proyectan hacia el foso, señalan la ubicación de las cocinas del siglo xv. En la actualidad, la antigua caseta de vigilancia (situada unos 100 metros al noreste de la torre) alberga la tienda de recuerdos y los terrenos son el hogar de varios pavos reales.